# Corante alimentar

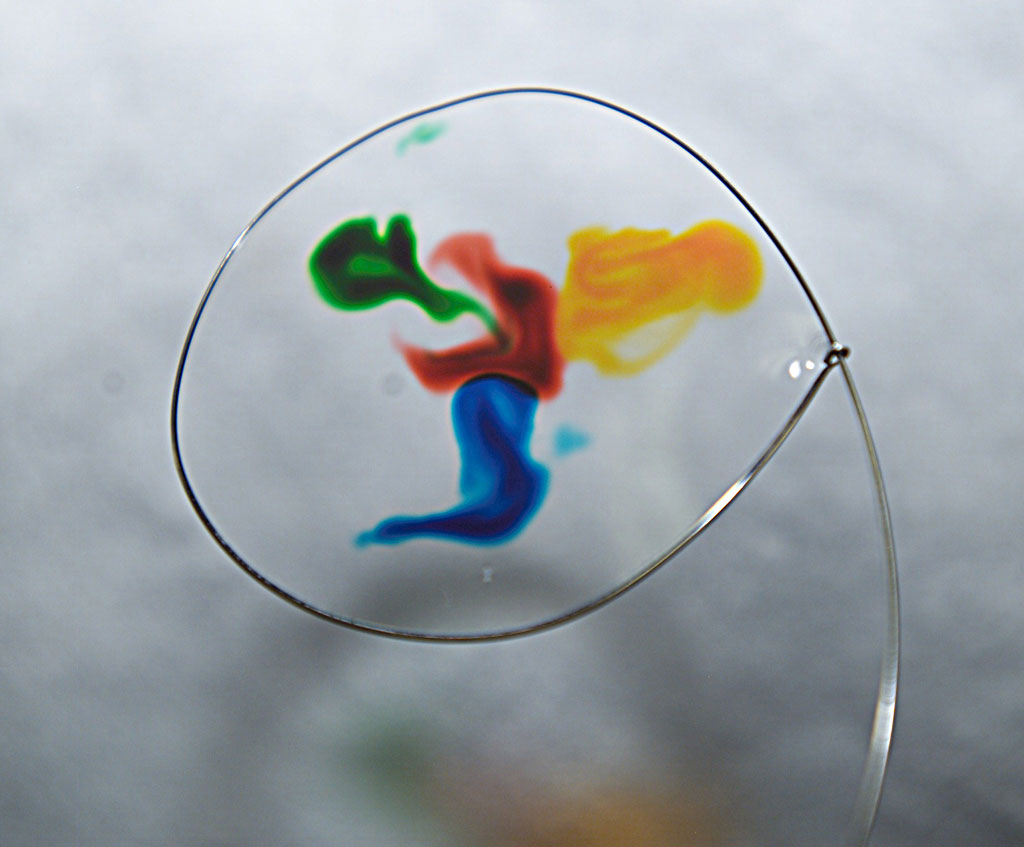
Corante alimentar dissolvendo-se em um filete de água.

Um corante alimentar é qualquer substância adicionada ao produto com a finalidade de modificar sua cor. Pode ser usado tanto industrialmente quanto na culinária, como é o caso do colorau, produzido a partir da semente de urucum.

## Propósito da coloração alimentar
As pessoas associam certas cores com determinados sabores. Por causa disso, a cor do alimento tem a capacidade de influenciar na percepção do sabor em praticamente tudo, do doce ao vinho.
Por esta razão, as indústrias alimentícias adicionam a coloração em seus produtos. Às vezes o objetivo é simular uma cor que seria percebida pelo consumidor como se fosse natural, como a adição de corante vermelho a um glacê de cerejas (que na realidade teria a cor bege); mas a cor também é usada apenas para se buscar um efeito diferente no alimento, como por exemplo o corante utilizado na goma de mascar para deixar língua azul.
Enquanto a maioria dos consumidores já está ciente de que alimentos de cores brilhantes e pouco naturais geralmente contêm algum tipo de corante alimentar, pouquíssimas pessoas sabem que até mesmo alimentos "naturais" como a laranja e o salmão são também às vezes tingidos para mascarar a variação natural de suas cores. A variação de cor nos alimentos durante as estações do ano e a conseqüência de seu processamento e armazenagem tornam comercialmente vantajoso o intuito de se manter a cor esperada ou preferida pelo consumidor. Algumas das principais razões para isso incluem:
- Compensar a perda de cor devida à luminosidade, ar, excesso de temperatura, umidade e condições de armazenagem;
- Realçar cores naturalmente presentes;
- Conferir identidade aos alimentos;
- Proteger sabores e vitaminas dos danos causados pela luz;
- Propósitos decorativos.

## Regulação
A segurança no uso de corantes alimentares é testada em diversos órgãos ao redor do mundo e às vezes diferentes órgãos possuem diferentes pontos de vista sobre a segurança destes produtos. Nos Estados Unidos, são emitidos pela FFDCA (Federal Food, Drug, and Cosmetic Act) números aos corantes alimentares sintéticos aprovados e que não existem naturalmente, enquanto na União Europeia, o número E é utilizado para todos os aditivos aprovados para aplicação em alimentos. Nesse sistema de classificação, os corantes compreendem a faixa E100 até E199.
Quase todos os outros países têm suas próprias regulamentações e listas de corantes alimentares que podem ser empregados, incluindo quais os limites máximos diários de ingestão de cada substância.

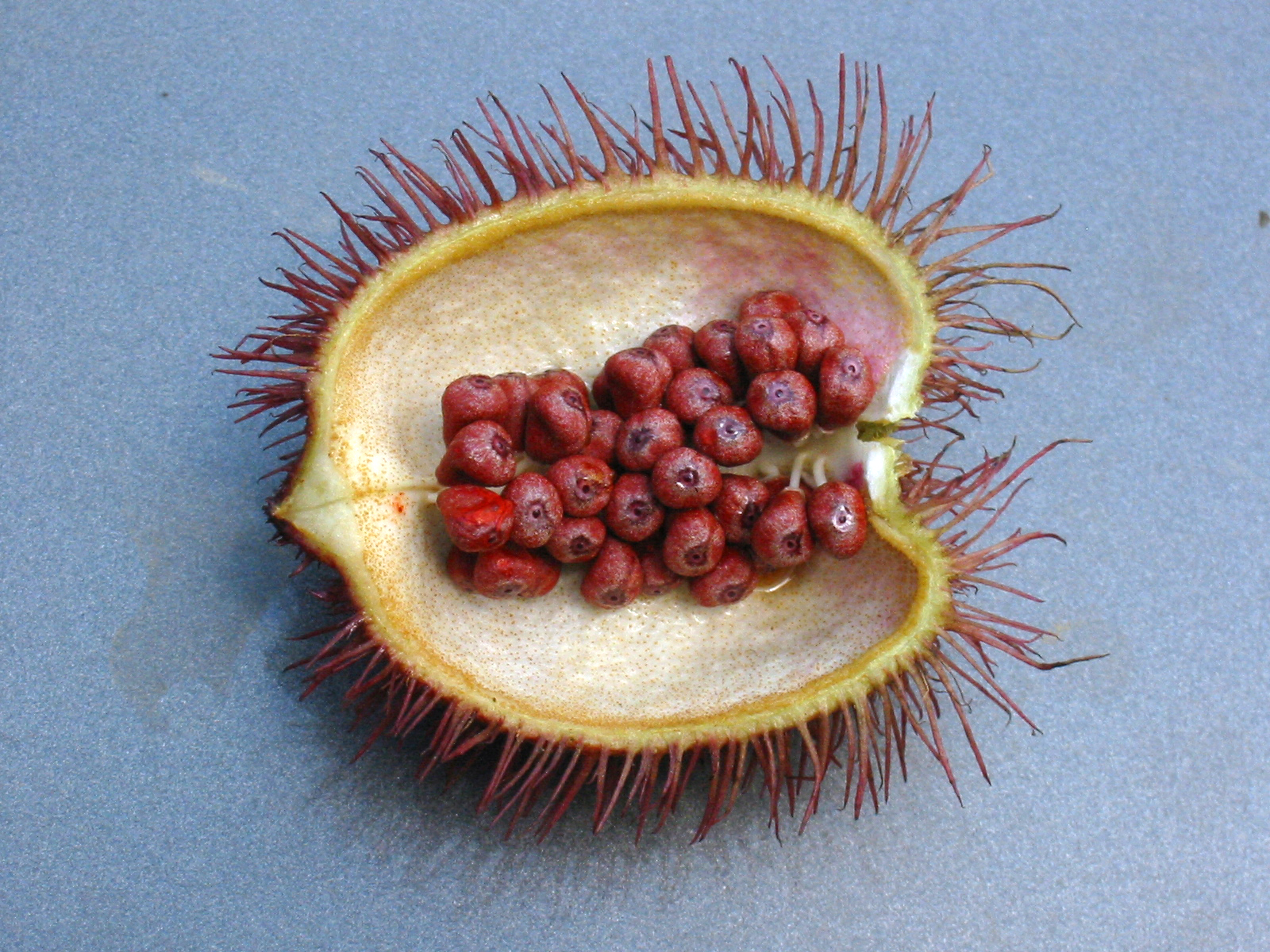
Sementes de Urucu (Bixa orellana)

## Corantes alimentares naturais
O corante caramelo (E150) é encontrado nos produtos à base de extrato de noz-de-cola. Diz respeito aos produtos de cor castanha, mais ou menos intensa, utilizados como corantes. Não corresponde ao produto açucarado obtido por aquecimento de açucares e que é utilizado como aromatizante alimentar . O colorau é um pó laranja-avermelhado extraído da semente do urucuzeiro, uma árvore natural de países da América tropical, como o Brasil. A Chlorella é verde, e deriva das algas. O carmim é um corante derivado da cochonilha (Dactylopius coccus), um inseto parente do pulgão. O suco de beterraba, a cúrcuma, o açafrão e as plantas do gênero Capsicum são também utilizados como corantes. O dióxido de titânio (E171), um pó que produz coloração branca nos alimentos, é encontrado naturalmente em minerais.

## Problemas de saúde
O dióxido de titânio (E171), quando inalado, pode prejudicar a barreira hematoencefálica que protege o cérebro de elementos tóxicos, de acordo com o CFEA (Comissariado Francês de Energia Atômica). A exposição crônica a estas partículas poderia dar lugar a um acúmulo no cérebro, com risco de perturbação de certas funções cerebrais. Entretanto, ele não gera risco à saúde quando ingerido.
A tartrazina (E102) é um derivado do creosoto mineral, e causa urticária em menos de 0,01% dos que se expõem a ela. A eritrosina (E127) está ligada a tumores na tireóide de ratos. Alguns alimentos coloridos artificialmente são suspeitos de causar reações que vão da hiperatividade à depressão e sintomas parecidos com a asma em indivíduos sensíveis.
A Noruega baniu todos os produtos contendo creosoto mineral e derivados em 1978. Uma nova legislação revogou esse banimento em 2001, depois de regulamentação da União Europeia. Similarmente, muitos corantes aprovados pela FFDCA foram banidos da UE.

## Outros usos
Pelo fato de geralmente serem mais seguros de se utilizar do que as tinturas e pigmentos habitualmente usados em pinturas, alguns artistas têm feito uso de corantes alimentares como forma de pintar, especialmente nas chamadas pinturas corporais.